# اورتاکند (بوکان)
اورتاکند یا اورته‌کند روستایی در ۳۵ کیلومتری شهرستان بوکان دراستان آذربایجان غربی است.

## جمعیت
این روستا در دهستان بهی دهبکری قرار دارد و براساس سرشماری مرکز آمار ایران در سال ۱۳۸۵، جمعیت آن ۷۹ نفر (۲۴ خانوار) بوده‌است.